# Дюбуа, Франсуа (1790)
Франсуа Дюбуа (фр. François Dubois; 10 мая 1790, Париж — 9 февраля 1871, Париж) — французский художник, представитель ампира.

## Биография
Родился в 1790 году в Париже. Учился живописи у Жана-Батиста Реньо. В 1819 году выиграл Римскую премию первой степени в области живописи за программу (картину на заданную тему) «Фемистокл находит убежище у Адмета, царя молоссов».
В дальнейшем Дюбуа создал ещё ряд картин на мифологические сюжеты («Сон Ореста» и др.). Писал также многофигурные масштабные городские сцены, такие, как «Установка Луксорского обелиска на площади Согласия 25 октября 1836 года» (1836, Музей Карнавале, Париж) и «Национальная гвардия Франции во дворе дворца Пале-Рояль приветствует короля Луи-Филиппа в день его именин 6 октября 1830 года» (1837, Версаль).
Скончался в 1871 году в Париже.
Его младшим братом был Жан Этьен Франклин Дюбуа (1796—1854), также ученик Реньо, создававший картины примерно в таком же стиле.

## Галерея

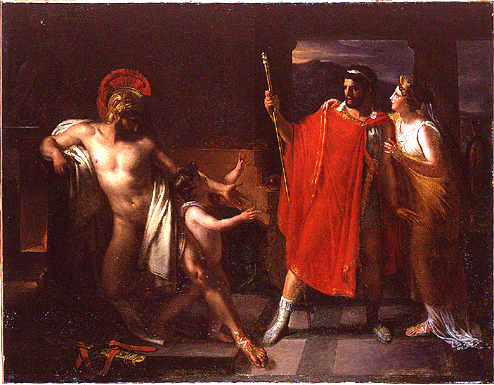
Фемистокл находит убежище у Адмета, царя молоссов. Римская премия 1819 года. Собрание живописи Национальной высшей школы изящных искусств, Париж
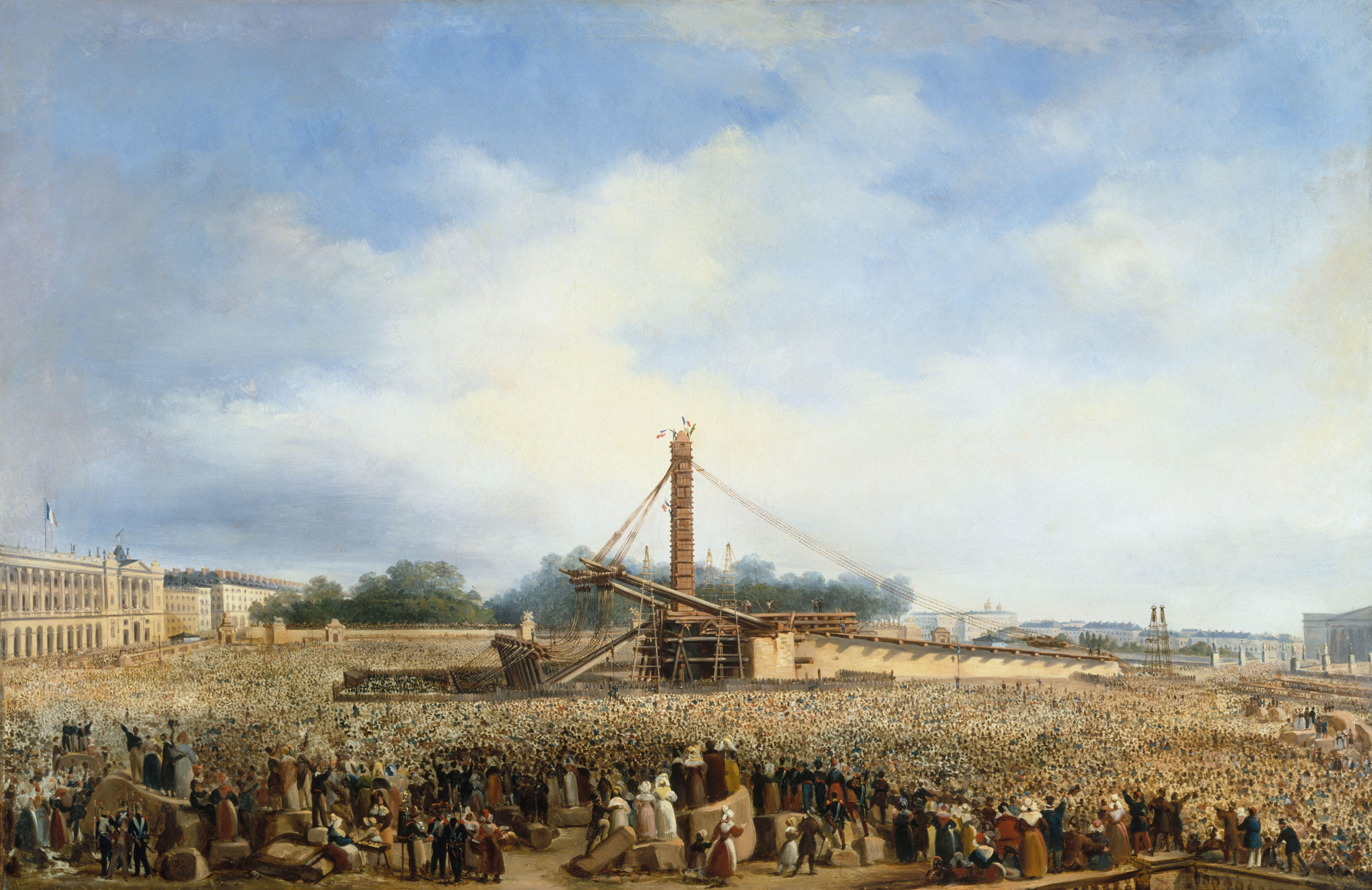
Установка Луксорского обелиска на площади Согласия 25 октября 1836 года (1836, Музей Карнавале, Париж)
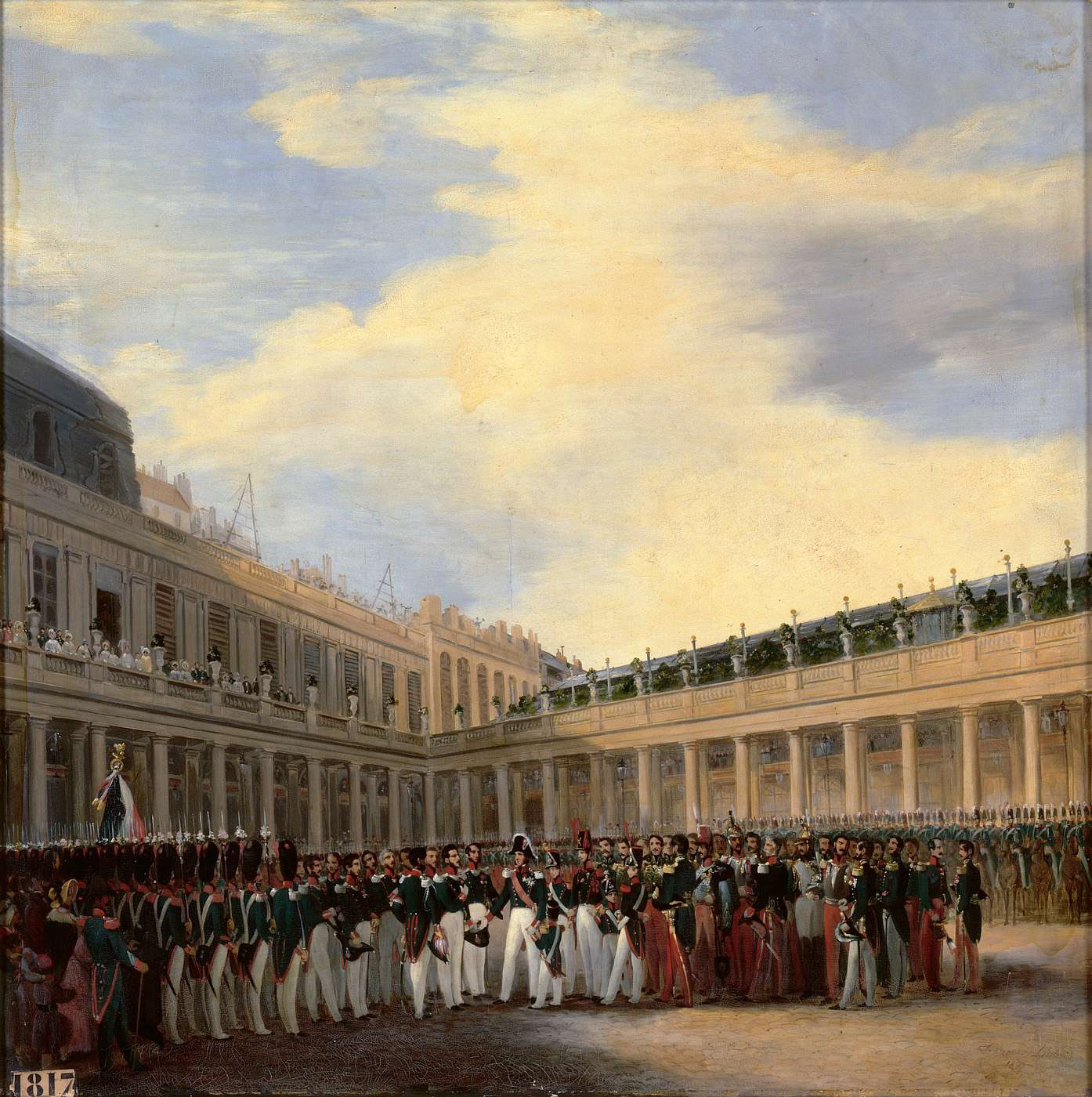
Национальная гвардия Франции во дворе дворца Пале-Рояль приветствует короля Луи-Филиппа в день его именин 6 октября 1830 года (1837, Версаль)
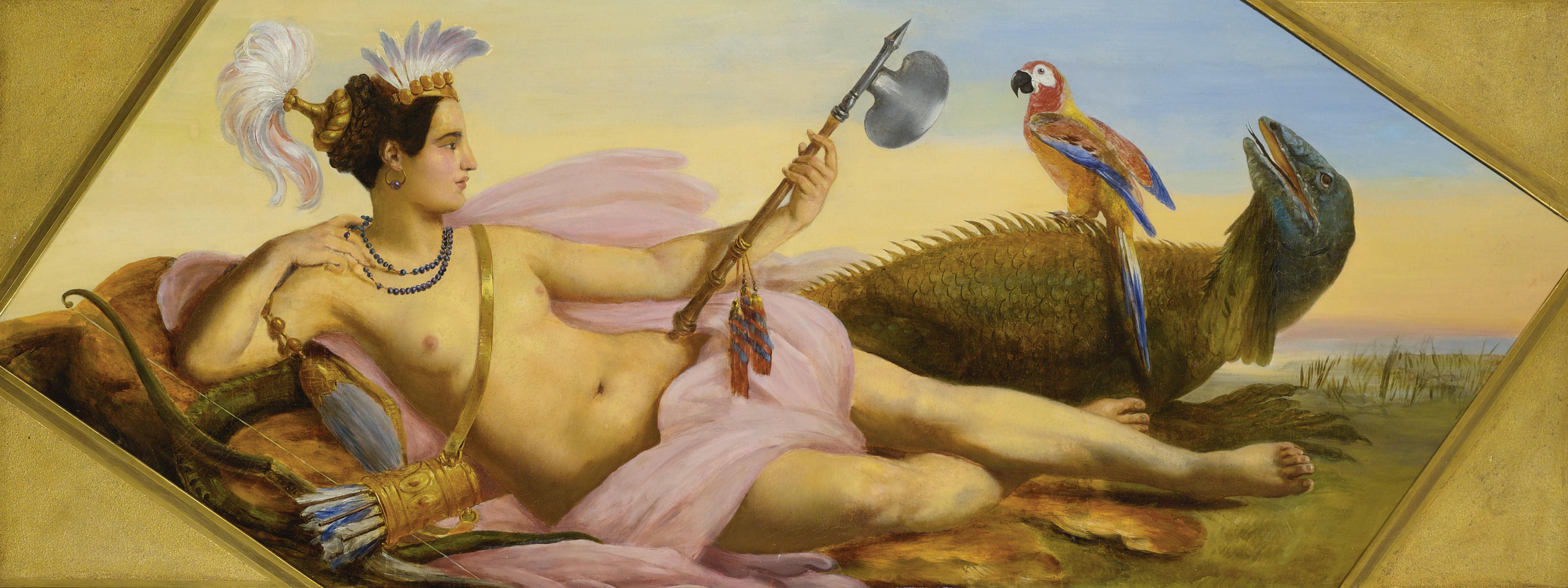
Аллегория Америки
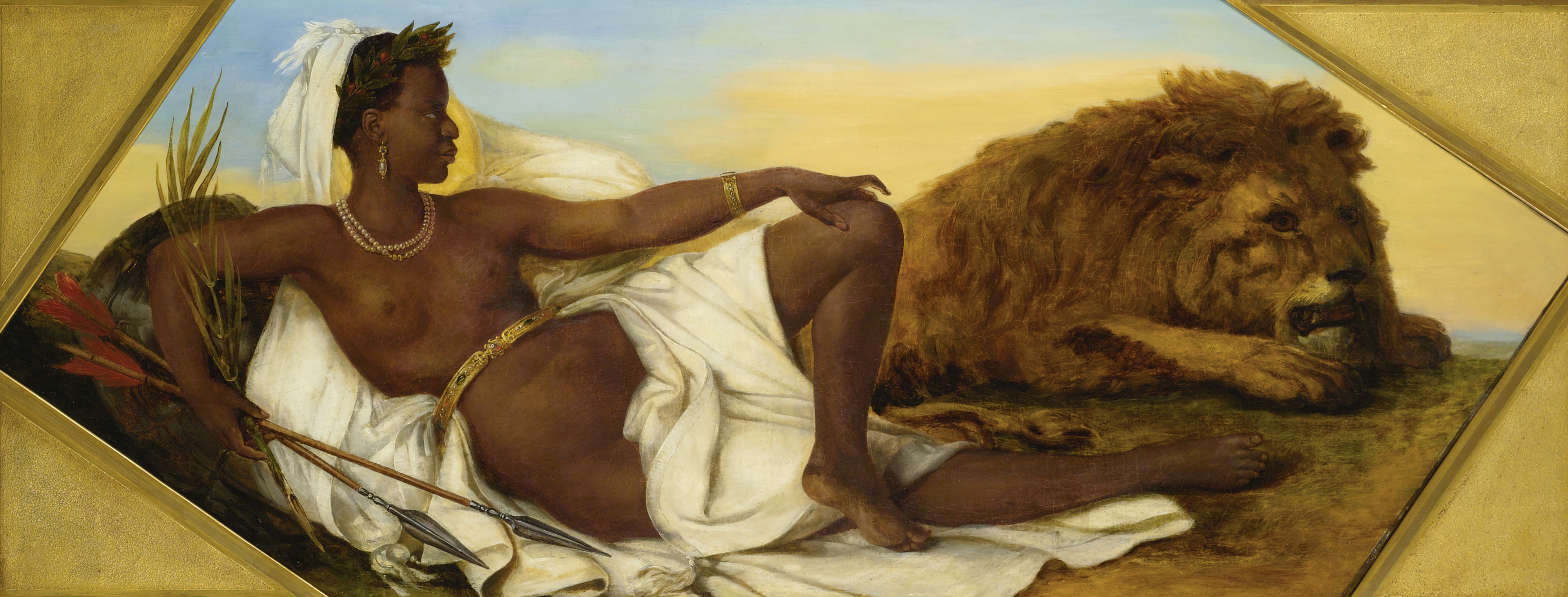
Аллегория Африки
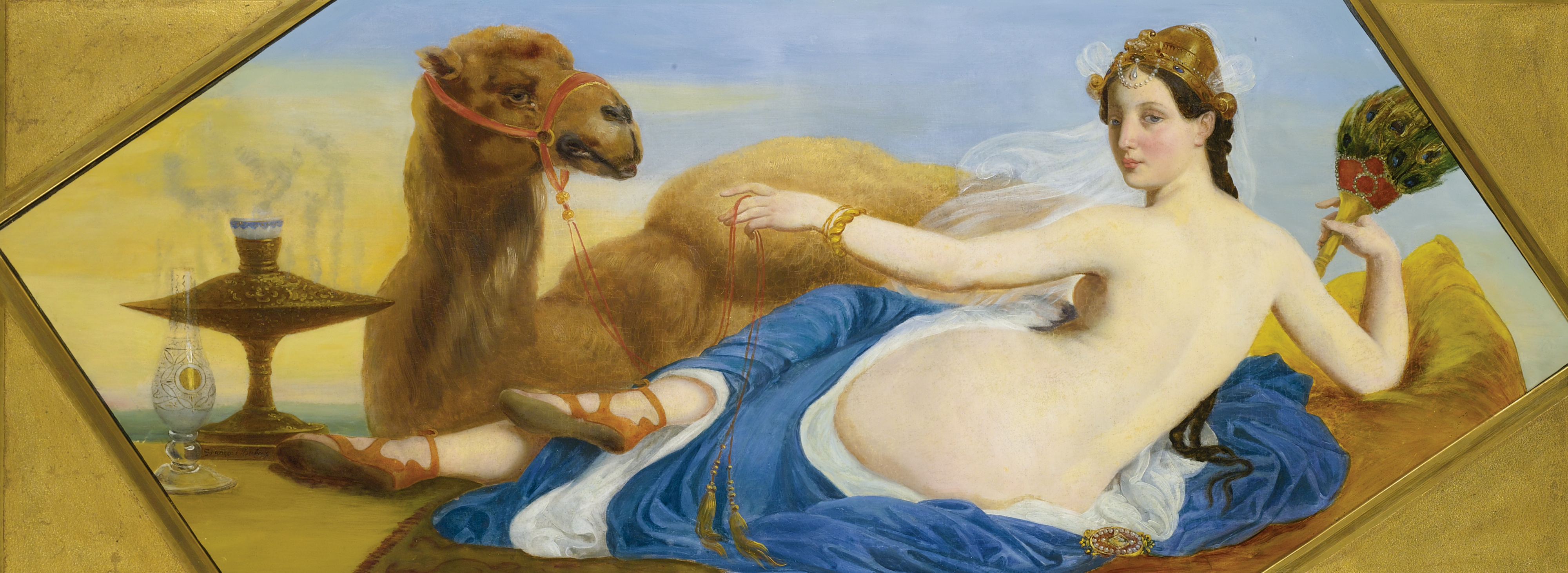
Аллегория Азии
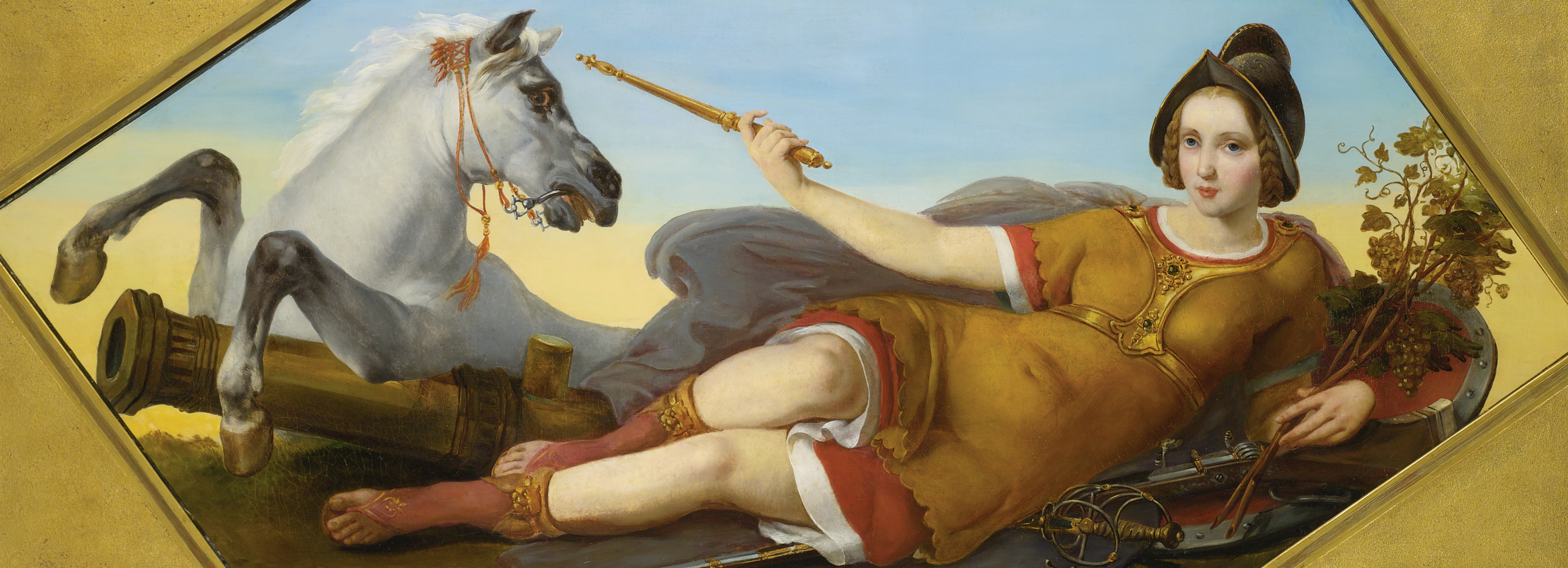
Аллегория Европы
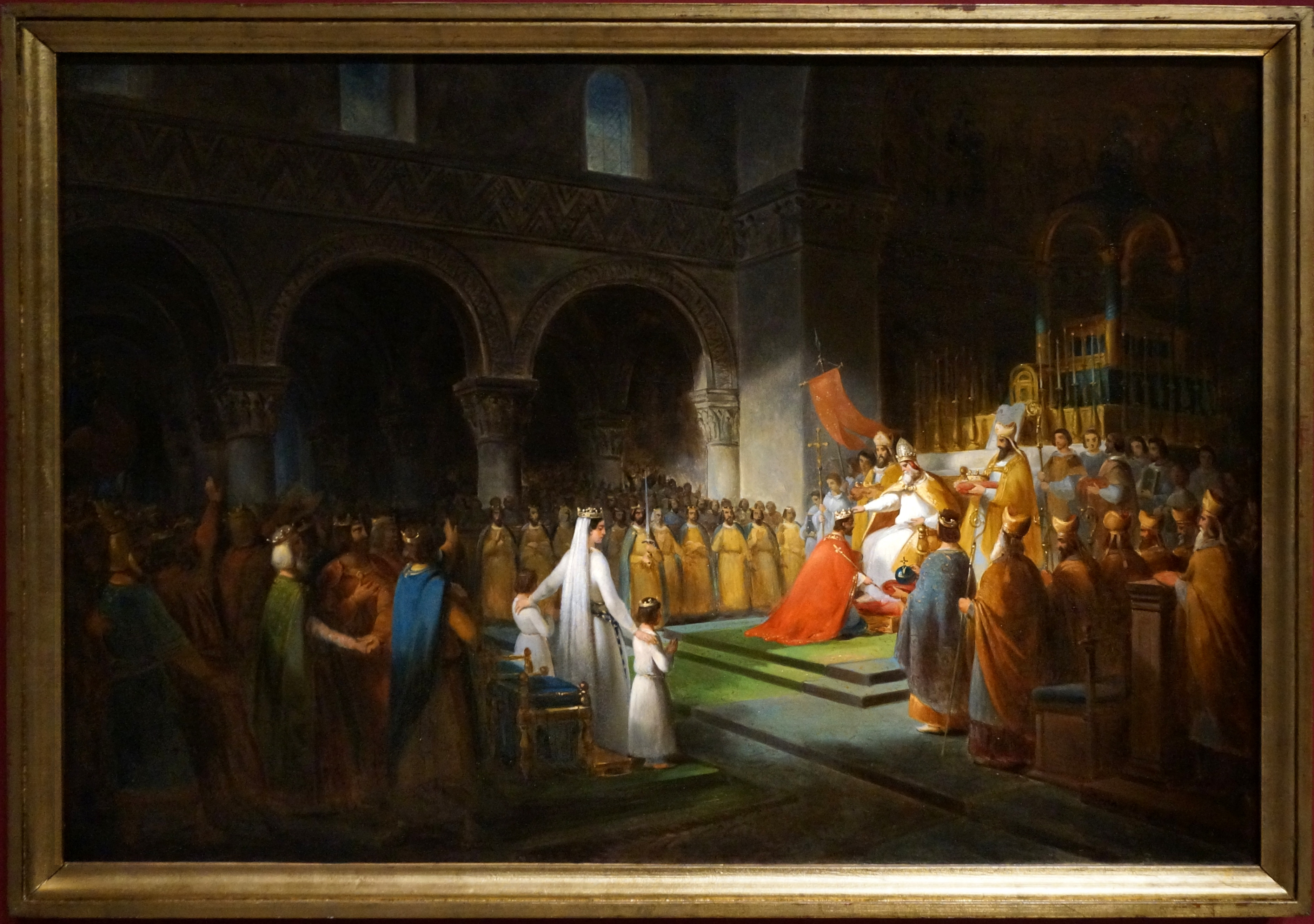
Коронация Пипина Короткого
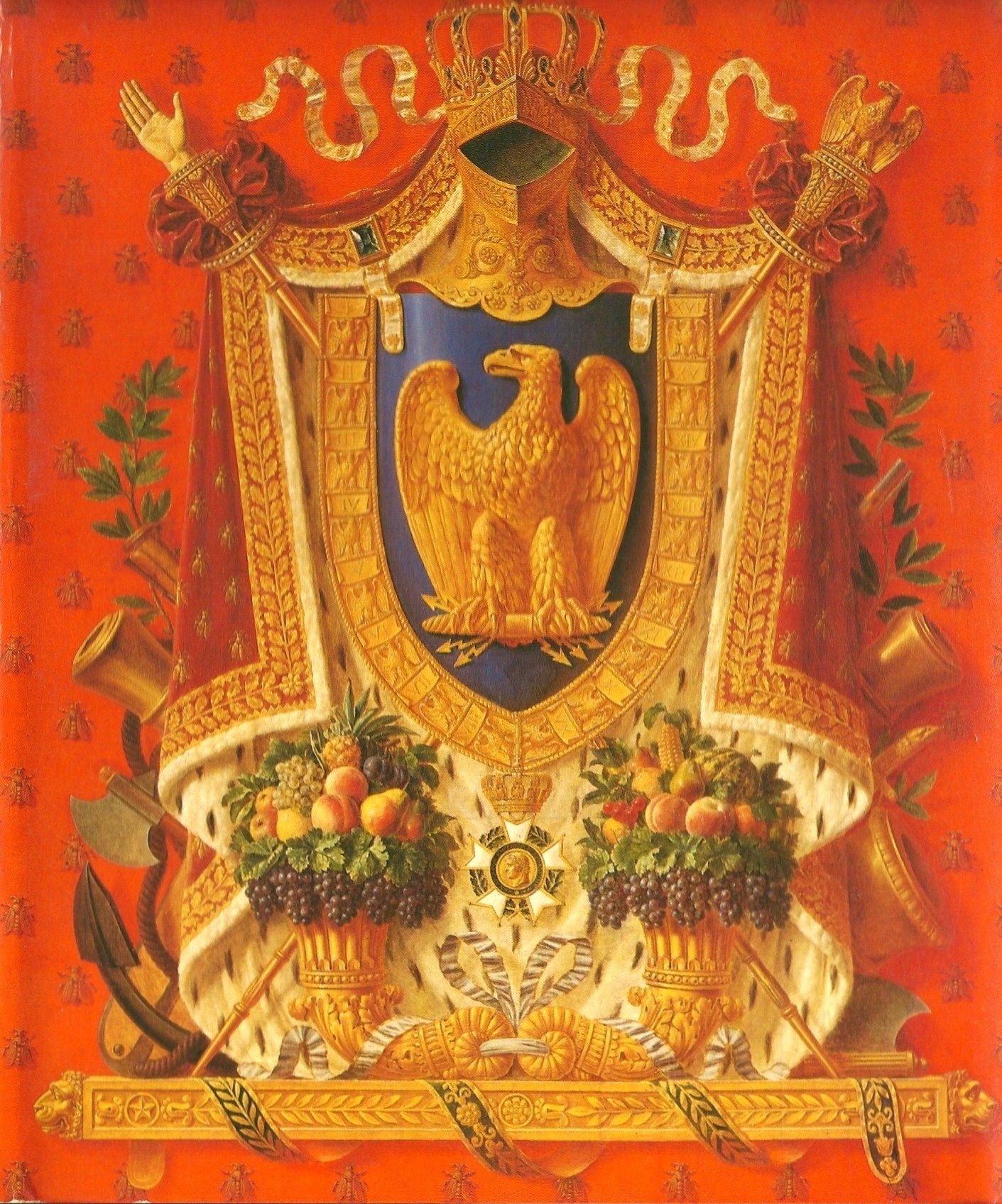
Эскиз гобелена с государственными символами Первой империи и рогами изобилия